# مرکب (فیلم)
«مرکب» (انگلیسی: Ink) فیلمی در ژانر فانتزی است به کارگردانی و نویسندگی Jamin Winans که در سال ۲۰۰۹ منتشر شد.